# Cosmos

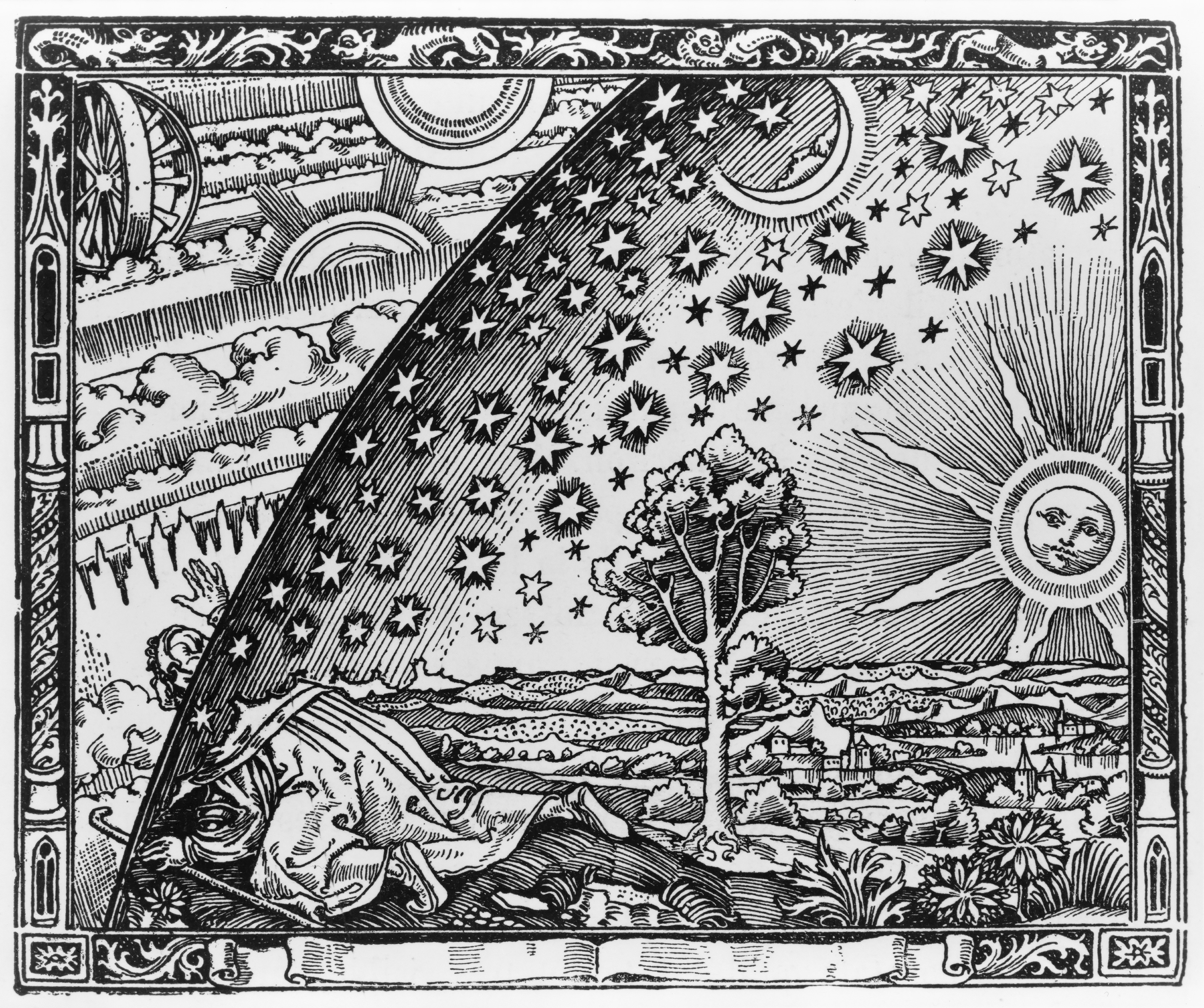
Gravura lui Camille Flammarion, Paris 1888

Cosmosul este universul. Folosirea cuvântului cosmos în locul cuvântului univers implică o privire asupra universului ca un sistem sau entitate complexă și ordonată; opusul haosului. Cosmosul și înțelegerea noastră a motivelor existenței și semnificației sale sunt studiate de cosmologie - o disciplină foarte largă care acoperă orice contemplare științifică, religioasă sau filosofică a cosmosului și a naturii sale, sau motivele existenței. Abordările religioase și filozofice pot include în conceptele lor despre cosmos diferite entități spirituale sau alte probleme considerate a exista în afara universului nostru fizic.

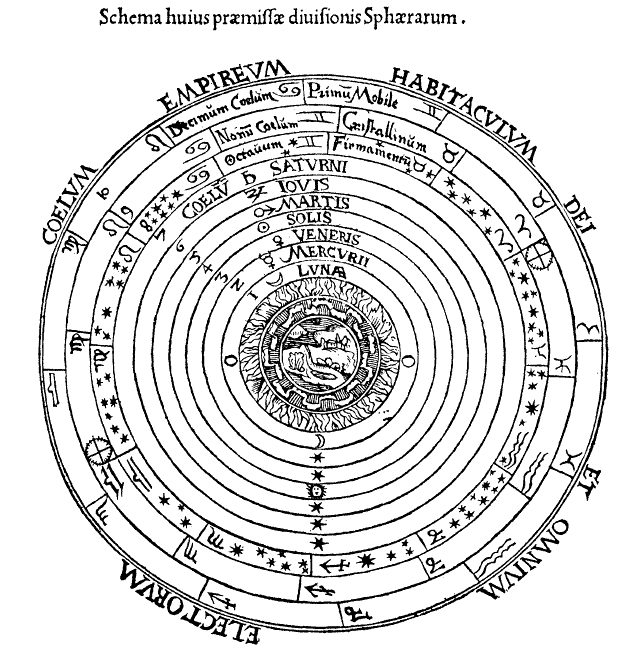
Cerurile clasice din Mitul lui Er.

Filosoful Pitagora este cel care a folosit primul termenul cosmos (greaca veche: κόσμος) pentru a se referi la ordinea universului.